# Hartmut Schulze-Gerlach

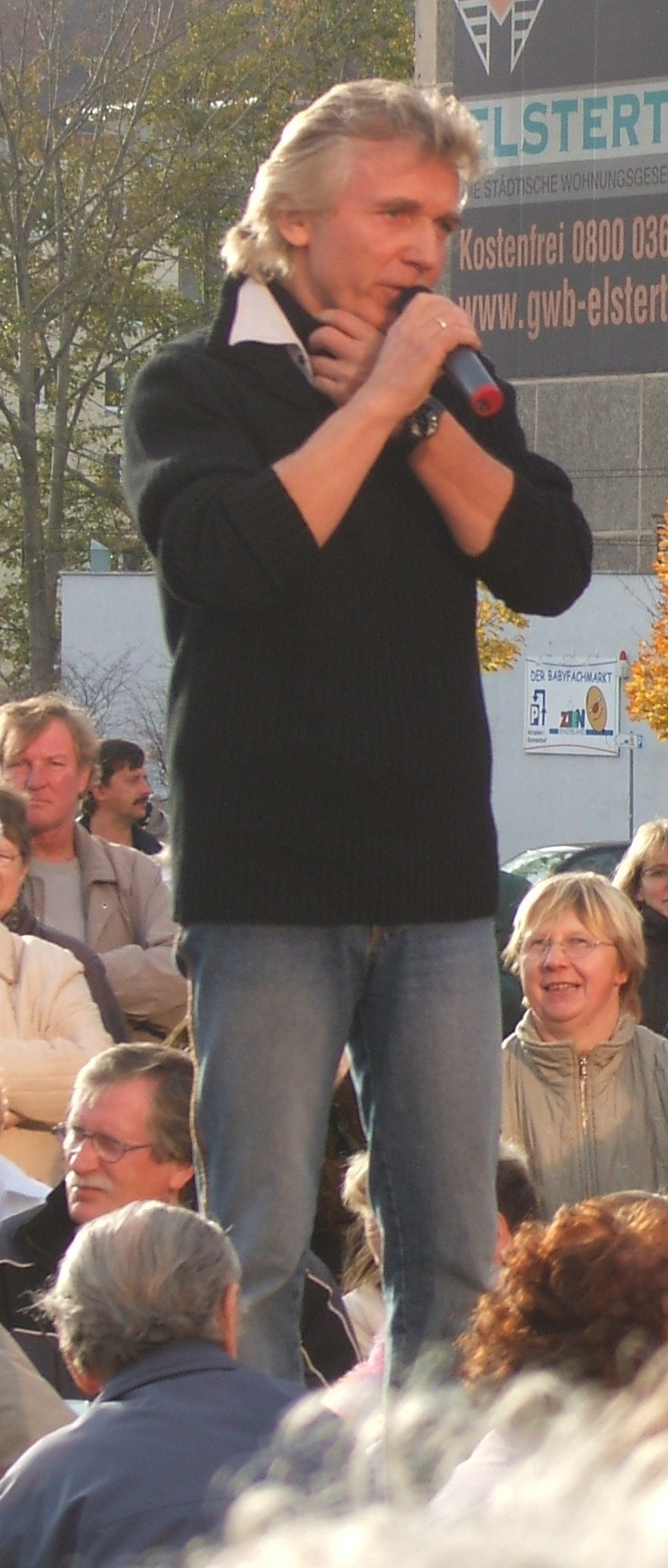
Hartmut Schulze-Gerlach auf dem Höhlerfest in Gera, 2008

Hartmut „Muck“ Schulze-Gerlach (* 19. Februar 1948 in Dresden) ist ein deutscher Sänger, Komponist und Fernsehmoderator.

## Leben
Hartmut Schulze-Gerlach ist einer der Söhne der Schriftstellerin Tine Schulze-Gerlach (1920–2011). Er wuchs in Radebeul auf. Nachdem er als gelernter Betonbauer zunächst in verschiedenen Berufen wie Kraftfahrer, Winzer, Briefträger und Hafenarbeiter und in Musikgruppen tätig war, wurde er über die Peter-Baptist-Combo zum Sänger und Komponisten.
1973 trat er in den Gerd Michaelis Chor ein. Als Solist hatte er unter dem Pseudonym Muck, seinem Spitznamen aus Kindertagen, den Hit Isabell. 1976 verließ er den Gerd-Michaelis-Chor.
Am 1. Dezember 1976 gründete er den Chor Cantus. Zum Ensemble gehörten die Sängerinnen Tina Lenz, Gisela Klesch, Silvia Kottas, Evelin Merzdorf und die Sänger Benno Penßler-Beyer, Vladi Slezak, Jens Hohäuser und Norbert Wolf.
1977 erschien seine Debüt-LP Muck mit dem Hit He, kleine Linda. Weitere bekannte Lieder von Muck sind Isabell; Lady in Weiß; Leben im Wunderland; Tini, verzeih mir doch; Schokolade; Denn am Morgen scheint wieder die Sonne; Der kleine Muck; Wandern wir mal; Die richtige Frau und Heut’ schlafen die Engel (mit Uta Bresan).
Als Komponist und Arrangeur schrieb er zahlreiche Titel für Andreas Holm, Thomas Lück und das Gesangsduo Hauff und Henkler.
1981 begann Schulze-Gerlach seine zweite Karriere als Fernsehmoderator: In seiner Show Sprungbrett bot er jungen Talenten Auftrittsmöglichkeiten. Dazu gehörte Linda Feller, die hier ihren ersten öffentlichen Auftritt hatte und in den ersten Jahren ihrer Laufbahn von Schulze-Gerlach künstlerisch begleitet wurde. In den 1990er Jahren trat Schulze-Gerlach zeitweilig unter dem Pseudonym Thommy Raiker auf.
Ab 1995 moderierte er die monatliche Fernsehreihe Damals war’s beim MDR Fernsehen. Nach 23 Jahren gab Schulze-Gerlach die Moderation der Oldieshow ab. Dies hatte er schon zwei Jahre zuvor beschlossen und Ende Juli 2018 bekanntgegeben. Er möchte sich neuen Projekten widmen. Am 14. Oktober 2018 moderierte er die Sendung zum letzten Mal. Im November übernahm Wolfgang Lippert die Moderation.
Schulze-Gerlach lebt mit seiner Frau, einer freischaffenden Fernsehproduktionsleiterin, und zwei Kindern auf einem ehemaligen Bauernhof auf der Insel Rügen.

## Diskografie (Alben)
- 1977: Muck (Amiga)
- 1979: Muck 2 (Amiga)
- 1982: Episoden (Amiga, mit dem Cantus-Chor)
- 1986: Eine Sekunde der Ewigkeit (Amiga)
- 1991: Wir müßten mal wieder zusammen sitzen
- 2000: Hey kleine Linda (mit Linda Feller)
- 2001: Es ist so leicht Dich zu lieben
- 2008: Die großen Erfolge (Kompilation)
- 2010: Dieser Weg muss kein schwerer sein